# 13:day:dream
『13:day:dream』（サーティーン・デイ・ドリーム）は、日本のロックバンド・L'Arc〜en〜Cielのドラマー、yukihiroのソロプロジェクトであるacid androidの3作目のアルバム。2010年7月13日発売。発売元はDanger Crue Records内の自主レーベル、track on drugs records。

## 解説
前作『purification』以来約4年2ヶ月ぶりの3作目となるフルアルバム。

### 音楽性と録音作業
本作の音楽性は、インダストリアル、ヘヴィロック、エレクトロ、シューゲイザー、アシッド・ハウスなど、様々の要素を感じさせる内容となっている。本作で目指したサウンドおよび楽曲制作の方向性に関して、yukihiroは「今回はやりたいことをそのまま素直にやろうって感じです」「自分がいままで見てきてカッコイイなと思った音楽に対する影響をわりと包み隠さずやろうと。＜あの曲カッコイイな＞って曲があったとしたらそこをめざしてやろうって感じですね。いままでだったら工夫してそうは聴こえないようにしようとしていたんですが、今回はそういう部分が薄いというか、＜あの曲まんまじゃん＞って言われてもいいよってくらい堂々とオープンにやった感じなんですよね」と述べている。
なお、yukihiroは本作発売当時に受けた音楽雑誌『ミュージック・マガジン』のインタビューの中で、こういった指向に至った心境について「新しいとされる音楽を聴いても、これって前にもあったよな、と思ってしまう。この20年間でいろんな音楽が出てきたけど、あらかたのパターンは出尽くしたという気がします。あとは今ある音楽をどう解釈するか。だから今作は、ぼくが今まで聴いてきたものへのリスペクトの気持ちが強いですね」「たとえばミニストリーの昔の音源を聴くと、"この曲はもっと下（低域）を出したかったんじゃないか"と思うんです。それは今のテクノロジーだったらできる。80年代の人たちが出している音と、今の人たちが出している音は確実に違う。それはただのテクノロジーの差で、同じことをやるとしても、昔はできなかったことが、今ならできる。ぼくの制作環境も、24bit/48kが限界だったけど、今回は96kでやれてる」と述べている。このような考えもあり、本作ではyukihiroが20歳ごろに聴き始めた、ミニストリーやニッツァー・エブ、ミート・ビート・マニフェストといった、エレクトロニック・ボディ・ミュージックやインダストリアル・ミュージックを手掛けてきたアーティストからの影響を、あえて隠さないような音源作りが行われている。ちなみに、この当時のacid androidのライヴでサポートドラマーを務めていたyasuoは、yukihiroが本作の制作に取り掛かる前のエピソードについて「（本作発売の）2年ぐらい前、たぶんこのアルバムを作り始める前だったと思うんですけど、ある日yukihiroさんに電話したら"次のアルバムはダンス・ミュージックにしようと思うんだよね"って言われて。あ、次はディストーションは抑えめで、打ち込みだけのアルバムになるんだ（と思っていた）」と述べている。
本作には、前作『purification』から引き続き、生ドラムを加工したサウンドが多くの音源に収められているが、今回は全てyukihiroが演奏している。なお、今回のドラムのレコーディングでは、キックだけをはじめに録り、次にスネアとハイハットを録音し、エディットした後にシンバルとタムを重ねていったという。yukihiroは今回のドラム録りの流れについて「こういう音楽なので、生ドラムを編集していきたいとは前から思っていたんですけど、スネアのマイクにキックがカブったりして、なかなかうまくエディットできなかったんです。そこで、セパレートして録ってみようかなと思って」と述べている。さらに、これまでの楽曲制作と同様に、本作の制作ではyukihiroが所有するアナログ・シンセサイザーやサンプラーなどの機材が多く使われている。ちなみにハードのシンセサイザーは、MOOG Minimoog VoyagerやNord rack 3、Doepfer Dark Energyなどが今回使用されている。そしてリズムマシンではRoland TR-808とTR-909の実機が使用されているが、エレクトロな風潮を反映してか、「今回は自然とTR-808の出番が多くて、TR-909はハイハットしか使わなかった」とyukihiroは語っている。また、yukihiroは今回のビート作りに関し「いまの音楽はリズムの音色やパターンがすごく大事だと考えているんです。つまり、作った音楽を現代的な形に落とし込むうえで、いまのリズムっていうのは必要不可欠なんです。だからacid androidではそれをどう格好良く聴かせるかという点において研究する場になっていますし、その結果を発表する場になっていますね」と語っている。ちなみに本作のミックス作業は、外部のエンジニアに依頼しているが、レコーディングと同様にyukihiroのプライベート・スタジオで行われている。そのため本作は、"完全な宅録アルバム"となっている。

### 楽曲について
前項で示したように、本作には様々なアプローチで制作された楽曲が収められている。本作の4曲目に収録された「clockwork dance」は、yukihiroが好んでいるブレイクビーツ的なアプローチを、あえて生で表現した楽曲として制作されている。yukihiroは、この曲の制作を振り返り「生ドラムでのブレイクビーツに対するアプローチであるとか、試していくのが楽しかった」と述べている。なお、曲名の「clockwork」は、yukihiro曰く、映画『時計じかけのオレンジ（A Clockwork Orange）』から拝借したという。そして本作の6曲目に収録された「i.w.o.m.f.p.p just an android」は、ブレイクビーツと生ドラムの融合を練った音源として仕上げられている。なお、曲名は、歌詞の中に登場する＜I was only made for private pleasure just an android＞というフレーズを略したワードで、この曲で初めてプロジェクト名である＜android＞が曲名と歌詞に採り入れられている。アンドロイドが登場するこの曲の歌詞について、yukihiroは「そろそろ＜アンドロイド＞って言葉を歌詞に入れたいなそれもいいかな、って思ったのと、皆さんのために作られたんですよって、ちょっと開き直りや皮肉もこめて」と述べている。
本作の8曲目に収録された「balancing doll」は、ロカビリー的なサウンドが採り入れられた、ダンサンブルな楽曲に仕上げられている。yukihiroは本作発売当時に受けたインタビューで、この曲の制作を振り返り「ギター・リフから作りました。こういう曲はユニゾンのベース・ラインというのがフォーマット的にはあると思うんですが、ありきたりなものにはしたくないなと思ったので、工夫を凝らして作っていきました」と述べている。なお、この曲はyukihiro曰く、日本の伝統的な玩具の一つである、やじろべえがモチーフになっているという。また、この曲に続く9曲目に収録された「defunct」は、ワイルドでプリミティブなリズムが印象的な、ダンサンブルな楽曲となっている。この曲はyukihiro曰く、4分打ちの曲を作ろうという思いから制作が始まったという。
本作の10曲目に収録された「swallowtail」は、シューゲイザーを意識して制作された楽曲で、レコーディングにはコーラスとしてフルカワミキ（LAMA、ex.SUPERCAR）、ギタリストとして百々和宏（MO'SOME TONEBENDER）の2名が参加している。この曲の制作を振り返り、yukihiroは「僕なりにシューゲイザーを表現してみたんですけど、やっぱりシューゲイザーを理解してるギタリストに弾いてもらいたくて百々さんにオファーしたんです。ギター録りの時は＜なるほど!＞って感じでしたね。ミニ・アルバム（『faults』）を作った時はカーヴのトニ・ハリデイをゲストに迎えたんですけど、今回はフルカワさんにお願いしています」と述べている。また、yukihiroは百々にオファーした理由について「キーワードとしてシューゲイザーとは言ってましたけど、それをそのまま求めてたわけじゃないんですよ。いろんな音楽を吸収したり通過している中に、シューゲイザーがあるギタリストの人がいいなと思ってたんです。シューゲイザーやりたいなら、僕がやっても、まあこういう感じだよねって空気は出せるけど、そうじゃなくて、ちゃんとそういう引き出しを持ったうえで、自分のカラーを強く持ってる人がよかったというか」と述べている。
また、本作の11曲目に収録された「a moon tonight」は、エレクトリックピアノの音色が印象的な、チルの雰囲気を内包した音源になっている。ちなみにこの曲は、2022年7月1日にacid androidとPeople In The Boxが共同で企画し開催されたツーマンライヴイベント「-aapitb-」において、People In The Boxによりカバーされている。余談だが、このライヴイベントでは、People In The Boxの楽曲「聖者たち」のyukihiroによるリミックスバージョン「聖者たち remixed by yukihiro (ACID ANDROID)」が、People In The Boxとyukihiro、そしてKAZUYA（Lillies and Remains）によってセッションされている。
そして本作の12曲目に収録された「a lull in the wind」は、流麗なメロディと喪失感を抱かせるレクイエムのような歌詞が印象的な楽曲となっている。なお、この曲の曲名は、前作『purification』の最後に収録された「a lull in the rain」に引っ掛けて名付けられている。yukihiroはこの曲について「アルバムの最後の曲を作ろうと思って作ったわけじゃないけど、そうなるだろうなとは思ってて」と述べている。ちなみにこの曲の歌詞は、「a lull in the rain」と異なり、すべて日本語詞で手掛けられている。

### アルバムタイトル
タイトルとして付けられた『13:day:dream』の『13』は本作に収録された曲数を表しており、『daydream』は目覚めながら夢見ているような感覚、いわゆる『白昼夢』を意味している。なお、yukihiro曰く、当初アルバムタイトルとして考えていたのは『13tracks』という非常にシンプルな案だったが、リリース発表の直前に変更することにしたという。
また、タイトルを『13tracks』から変える際、yukihiroは「"dream"って言葉がいいかもな」と思ったといい、この発想をもとに現在のタイトルが付けられることになった。ちなみに、本作発売当時に受けた音楽雑誌『音楽と人』のインタビューで「"dream"のどんなところがいいと思ったのか」と聞かれた際、yukihiroは「アンドロイドは電気羊の夢を見るか?（注：フィリップ・K・ディックが綴ったSF小説のタイトル。映画『ブレードランナー』の原作）」と答えている。

### リリース形態
本作は、1stアルバム『acid android』以来3作ぶりに自主レーベル、track on drugs recordsよりリリースされている（規格品番はTODR-002）。そして、ソニー・ミュージックディストリビューションをディストリビューターとし発売されている。余談だがyukihiroは、本作発売の前年に受けた音楽雑誌『音楽と人』2009年3月号のインタビューで「（acid androidとして）今までアルバム2枚出してて、1枚目は出すところまで全部自分でやって、2枚目はメジャーでやってみようと思って。次はどういうやり方しようかなってところでは、ひっそりやりたいなとは思ってる」と語っており、インディに戻るようなニュアンスを含んだコメントを残していた。
また、本作は通常盤（CD）のみの1形態で発売されている。なお、フィジカルのアートワークは、西田幸司（RAKU-GAKI）が担当している。ちなみに本作の2曲目に収録された「violent parade」と、本作の7曲目に収録された「violator」は、ミュージック・ビデオが制作されているが、本作にはその映像を収めたDVDは付属されていない。

## 収録曲
| #   | タイトル                          | 作詞     | 作曲     | 時間 |
| --- | --------------------------------- | -------- | -------- | ---- |
| 1.  | 「guide into daydream」           |          | yukihiro | 0:17 |
| 2.  | 「violent parade」                | yukihiro | yukihiro | 4:56 |
| 3.  | 「gamble」                        | yukihiro | yukihiro | 3:55 |
| 4.  | 「clockwork dance」               | yukihiro | yukihiro | 4:06 |
| 5.  | 「useless action」                | yukihiro | yukihiro | 3:28 |
| 6.  | 「i.w.o.m.f.p.p just an android」 | yukihiro | yukihiro | 4:40 |
| 7.  | 「violator」                      | yukihiro | yukihiro | 5:12 |
| 8.  | 「balancing doll」                | yukihiro | yukihiro | 4:13 |
| 9.  | 「defunct」                       | yukihiro | yukihiro | 4:01 |
| 10. | 「swallowtail」                   | yukihiro | yukihiro | 4:23 |
| 11. | 「a moon tonight」                | yukihiro | yukihiro | 5:31 |
| 12. | 「a lull in the wind」            | yukihiro | yukihiro | 5:24 |
| 13. | 「lullaby」                       |          | yukihiro | 4:48 |

## クレジット
- yukihiro：all songs writing, performance and producing
- [additional musician]
  - antz：guitar on #2,#3,#6,#8
  - kishi：guitar on #4,#5,#7
  - kazuhiro momo / mo'some tonebender：guitar on #10
  - miki furukawa：chorus on #10 / appears courtesy of ki/oon records
- [recording engineer etc]
  - yukihiro：drum tracks
  - akinori kaizaki：vocal tracks
  - takashi inoue：guitar tracks
  - mixing：takashi inoue, yukihiro
  - mastering：ted jensen / sterling sound, nyc
  - english lyrics and direction：mimie(3＋3)
  - guitar technician：kazutaka minemori
- [Artwork etc]
  - art direction & design：koji nishida / reku-gaki
  - photo：takayuki okada
  - hair & makeup：hisako araki / octbre.
  - sales coordination：kazuko abe, yurie sato / danger crue records
  - sales coordination：daitetsu kuroki, kazuki shimizu / sony music distribution(japan)inc.
  - promotion：yoshihiko momose, kazuhiro mukai, ryuji kato, yoichiro takeshita, akihiro morikawa
  - artist management：nobuyuki nakanishi, nobuyuki akani, masumi shibata
  - management assistant：tamaki hirano, ayumi kawanishi
  - recording staff：shigeru imai, yoshitaka suzuki
  - artwork coordination：yuko hamasaka
  - international public relations：minori ueda
  - executive producer：masahiro oishi
  - all staff, danger crue
  - special thanks to：yasuo, tomoya hiruma, mina, yuji sugiyama, hitoshi hiruma, pearl, jun sasaki / oyaide denki, daisuke kobayashi / parco,co.,ltd., mars / supercore・heartfast